# Лопатёнок, Игорь Зиновьевич
Игорь Зиновьевич Лопатёнок (род. 4 января 1968, Марганец, УССР, СССР) — советский, украинский, российский и американский деятель киноиндустрии. Кинопродюсер (известен работой в сфере колоризации и создания 3D-конверсии) и режиссёр-документалист.

## Биография

### Ранние годы
Лопатёнок Игорь Зиновьевич родился 4 января 1968 г. в г. Марганце, Украина. Отец — Зиновий Мельник, мать — Валентина Лукинична Лопатёнок — преподаватель истории.
В 15 лет Игорь досрочно поступает в Днепропетровский государственный университет на физико-технический факультет и переезжает в г. Днепропетровск. Окончил Физико-технический институт Днепропетровского национального университета имени Олеся Гончара в 1988 году. 1986-1987 гг. менеджер компьютерного клуба ЦНТТМ «Импульс». В 1988 году — коммерческий директор КМО Обкома ЛКСМУ, г. Днепропетровска. В 1989—1990 гг. начал работать в Американской компании GSUS Inc., Москва, в должности референта, закончил VP for Soviet Union operation. В 1989 году был назначен международным координатором проекта «Earth Concert» по СССР. 1990—1991 годы — обучение в высшей школе бизнеса (совместно с Гарвардским Университетом), специальность — международные финансы (MBA) В 1990 г. — участвовал в работе первой товарно-сырьевой Биржи в СССР — РТСБ, был владельцем брокерской конторы. С 1991 г. избран на должность Председателя Украинского подразделения Международной гильдии брокеров. 1991—1994 годы — председатель совета директоров ОАО «Украинской биржи металлов», в 1991-1993 годах возглавлял ООО «Южметаллинвест», в 1996-1997 гг. зам.директора Марганецкого ГОКа по финансам, в 1999 году работал в Днепропетровской Областной Госадминистрации — на должности зам.начальника управления экономики, в 1994-1995-х годах работал в сфере инвестиционного банкинга в Москве, в 2002 по 2004 гг. — адвокатская компания «Шерман» (город Днепропетровск) — учредитель и директор. Область специализации — M&A. До 2003 года успешно занимается инвестиционной и бизнес деятельностью в г. Днепропетровск, Украина и г. Москва, РФ.

### Карьера в кино
В 2003 году Игорь Лопатёнок становится соучредителем компании «Техномедия», которая начала свою деятельность с документальных фильмов об авиашоу «La Burge-2005» (Франция), «MAKS-2005» (Россия), «Al-Ain-2005» (ОАЭ). Вместе с Sony и DNK (Москва, РФ) организовал первый хромакейный павильон в Киеве.
2003 − 2008 гг. спродюсировал ряд ТВ и художественных фильмов и более 40 музыкальных клипов для ведущих украинских и российских исполнителей. С 2008 года проживает в США.
Является исполнительным продюсером фильма «Сноуден». В 2016 году выпустил полнометражный документальный пропагандистский фильм «Украина в огне» о событиях Евромайдана на Украине в 2014 году. Продюсером фильма выступил Оливер Стоун. В 2021 году вышел документальный фильм "Ukraine: the Everlasting Present", посвященный 30-й годовщине независимости Украины. В работе документальные фильмы о первом Президенте Азербайджана Гейдаре Алиеве и о Президенте России Владимире Путине. Осенью 2021 года выходит снятый совместно с Оливером Стоуном документальный проект «Казах. История золотого человека», посвященный Нурсултану Назарбаеву.
Состоит во множестве мировых организаций профессионалов в области кино и телевидения:
- член Правления гильдии продюсеров Украины,
- член французской организации кинодеятелей Centre national du cinéma et de l’image animée,
- член CEPI (Европейская гильдия независимых продюсеров)
- член SMPTE (Society of Motion Picture and Television Engineers)
- Председатель Наблюдательного совета Украинской фильмкомиссии
- член Гильдии Режиссёров США (Director’s Guild of America)

## Колоризация
Идея начать заниматься колоризацией пришла к Игорю Лопатёнку после того, как он узнал, что изначально фильм о группе отважных лётчиков в период Великой Отечественной войны «В бой идут одни старики» задумывался любимым режиссёром Игоря Леонидом Быковым как цветной, но из-за дефицита того времени Быкову выделили только чёрно-белую плёнку.
Игорь Лопатёнок стал первым на постсоветском пространстве, кто начал колоризовать классические фильмы и дал шедеврам советского кинематографа вторую жизнь и возможность быть увиденными новыми поколениями. Осуществлённая мечта Быкова — колоризованная версия «В бой идут одни старики» — был показан в прайм-тайм 9 мая 2009 по главным национальным телеканалам России и Украины.
Цифры говорят сами за себя: рейтинг составил 11,7 %, а доля — 37,8 %. Это первое место в рейтинге всех фильмов с 4 по 10 мая. Для сравнения — чёрно-белая версия фильма, показанная в том же временной сетке 9 мая 2008 года показала рейтинг 8,3 %, а долю — 27,1 %. Опрос показал, что колоризованная версия фильма понравилась 89 % зрителей. Кинохит «Волга-Волга» в цвете был показан 14 февраля 2010 года. Фильм занял второе место по популярности среди всех кинопоказов в период с 8 по 14 февраля. Рейтинг цветной версии «Волга-Волга» составил 7,7 %, а доля — 20,8 %.
Тема колоризации фильмов попала в четвёрку самых обсуждаемых тем в рунете в то время. Все фильмы, колоризованные Игорем Лопатёнком проходят тщательный процесс реставрации, восстановления изображения и звука.
На данный момент в работе такие фильмы как — «Александр Невский», «Девчата», «Я шагаю по Москве», «Неподдающиеся».
В своём инновационном подходе к кинематографу Игорь не остановился на колоризации — он также является специалистом в 3D-конверсии изображения. Его работы включают в себя такие фильмы как полнометражный художественный фильм Андрея Кончаловского «Щелкунчик» в 3D с Эль Фэннинг в главной роли, а также полнометражный анимационный 3D-стерео фильм «Последний человек из Атлантиды»
Выпущенные проекты
| Год  | Название фильма           | Страна | Режиссёр                                  | Примечания                 |
| ---- | ------------------------- | ------ | ----------------------------------------- | -------------------------- |
| 1973 | В бой идут одни «старики» | СССР   | Леонид Быков                              |                            |
| 1934 | Весёлые ребята            | СССР   | Григорий Александров                      |                            |
| 1936 | Цирк                      | СССР   | Григорий Александров, Исидор Симков       |                            |
| 1938 | Волга — Волга             | СССР   | Григорий Александров                      |                            |
| 1939 | Подкидыш                  | СССР   | Татьяна Лукашевич                         |                            |
| 1945 | Небесный тихоход          | СССР   | Семён Тимошенко                           | совместно с Крупным Планом |
| 1945 | Аршин Мал Алан            | СССР   | Рза Тахмасиб, Николай Лещенко             | совместно с G-Ray          |
| 1964 | Отец солдата              | СССР   | Резо Чхеидзе                              | совместно с Русико         |
| 1967 | Три тополя на Плющихе     | СССР   | Татьяна Лиознова                          |                            |
| 1971 | Офицеры                   | СССР   | Владимир Роговой, Владимир Златоустовский |                            |

## Фильмография
| Год  | Название фильма                | Страна                                   | Работа   | Комментарии |
| Год  | Название фильма                | Страна                                   | Продюсер | Комментарии |
| ---- | ------------------------------ | ---------------------------------------- | -------- | --- |
| 2005 | Присяжный поверенный           | Россия                                   | Да       | |
| 2006 | Танго любви                    | Украина                                  | Да       | |
| 2007 | Жажда экстрима                 | Украина                                  | Да       | |
| 2007 | Так не бывает                  | Украина                                  | Да       | |
| 2010 | Близкий Враг                   | Россия                                   | Да       | |
| 2010 | Щелкунчик и Крысиный Король    | США                                      | Да       | 3D Продюсер |
| 2011 | Земля забвения                 | Украина                                  | Да       | 11 номинаций и приз зрительских симпатий на Angers European First Film Festival 2012                                                                                                   |
| 2011 | Последний человек из Атлантиды | США                                      | Да       | |
| 2012 | Цвет времени: Война            | Россия                                   | Да       | Также выполнена колоризация |
| 2012 | Туфельки                       | Россия, Польша, Беларусь, Чехия, Франция | Да       | |
| 2013 | Will of Victory                | США                                      | Да       | 6 номинаций и две победы: «Специальный приз жюри» на кинофестивале Беверли-Хиллз 2013 и приз «Лучший монтаж документального кино» на международном фестивале Action on Film, США, 2012 |
| 2016 | Сноуден                        | США, Германия, Франция                   |          | исполнительный продюсер |
| 2016 | Украина в огне                 | США                                      |          | режиссёр, продюсер |
| 2019 | В борьбе за Украину            | США                                      |          | режиссёр, сценарист, продюсер |
| 2019 | Подкидыш                       | Россия                                   |          | продюсер |
| 2021 | Украина – вечное настоящее     | США                                      |          | режиссёр, продюсер |

## Награды
- «Специальный приз жюри» на кинофестивале Беверли-Хиллс (2013) приз «Лучший монтаж документального кино» на международном фестивале «Action on Film», США, (2012).
- V Киевский Международный «Кинофорум Украины-2008» — «Инновации в киноиндустрии»
- V Национальная премия кинобизнеса Украины — «Особая благодарность»